# Frogn
Frogn er en kommune i Akershus fylke som ligger i regionen Follo i Norge. Frogn grænser til Nesodden i nord, Ås i øst og Vestby i syd.
Den var en del af Viken fylke som blev etableret 1. januar 2020, men opløst fra 1. januar 2024.
Kommunen består af den tidligere landkommune Frogn og købstaden Drøbak, som blev lagt sammen i 1962. Frogn omfatter flere øer i Oslofjorden, blandt andet Håøya på 229 meter over havet. Højeste punkt i kommunen er Kaholmen med Oscarsborg fæstning.

## Personer fra Frogn
- Johan Schreiner († 1967), historiker, medlem af Det Norske Videnskaps-Akademi
- Siv Nordrum, politiker, journalist, statssekretær[4] († 2021)
- Dag Terje Andersen (1957-), politiker, regeringsmedlem, stortingspresident, stortingsmand
- Pål Trulsen (1962-), olympisk mester, voksede op i Bærum, født i Drøbak[5]
- Solveig Kringlebotn (1963-), sanger, født i Drøbak[6][7]